# Suran, Guvernoratul Hama
Suran (în arabă صوران, transliterat: Ṣūrān) este un oraș sirian aparținând din punct de vedere administrativ Guvernoratului Hama. La recensământul din 2004, Suran avea o populație de 29.100 de locuitori. Locuitorii săi sunt predominant arabi sirieni din musulmanii sunni.